# Crazy in Love
Crazy in Love ist ein Lied der US-amerikanischen R&B-Sängerin Beyoncé Knowles. Es wurde am 18. Mai 2003 als Single aus ihrem Debütalbum Dangerously in Love ausgekoppelt. Seit der Auskopplung sind zahlreiche Coverversionen verschiedener Künstler entstanden.
Im Jahr 2002 unterschrieb Knowles einen Vertrag mit der Firma Pepsi, die den Song als Hintergrundmusik einer Werbekampagne benutzte. Crazy in Love war weiterhin auf dem Soundtrack der romantischen Komödie Bridget Jones – Am Rande des Wahnsinns enthalten.

## Entstehung und Veröffentlichung
Im Jahr 2002 nahm Beyoncé das Lied für ihr Debütalbum Dangerously in Love, das im Juni 2003 veröffentlicht wurde, auf. Der R&B- und Soul-Produzent Rich Harrison hatte nur ein Demo-Band von Crazy in Love, bevor er Knowles traf. Er sagte: „Ja, Ich hatte es in der Hand. Ich wollte das Lied nicht oft kaufen, weil du manchmal nicht sofort rausgehst, bevor alles perfekt ist. Die Leute mögen das Lied dann nicht und alle sind enttäuscht. Also war das Lied für mich kein Hit.“ Knowles nahm drei Monate später eine Tribute des Songs für Harrison auf. Im Studio spielte Harrison die Demoaufnahme für Knowles. Danach fragte Beyoncé Harrison, ob er den Song schreibt, er stimmte zu, und Knowles gab ihm dabei zwei Stunden für das Songwriting. Harrison schrieb die Verse und Hookline, aber sie vergaß die Bridge für Beyoncé; Harrison spielte die Instrumente und Knowles sang. Das Thema kam von Knowles und handelt von einer „aufregenden und verrückte Liebesbeziehung“.
Beyoncés Freund, der US-amerikanische Rapper Jay-Z, wurde für die Produktion des Songs engagiert. Um drei Uhr morgens kam er ins Studio und nahm einen Rap-Vers auf, wofür er ohne Schreiben zehn Minuten brauchte.

## Inhalt
Crazy in Love ist ein Liebeslied, komponiert in d-Moll, mit einem Tempo von 100 BPM und bestehend aus zwei Akkorden (Bb und G). Knowles Gesang pendelt zwischen einer und einer halben Oktave, von A3 bis F5. Das Lied bedient sich sowohl traditioneller Samba-Rhythmen als auch alter Soul Einflüsse. Die Melodie des Blasinstruments ist ein Sample des Liedes „Are You My Woman? (Tell Me So)“ von den The Chi-Lites aus dem Jahre 1970.
Der Text von Crazy in Love ist in der traditionellen Vers-Refrain-Form komponiert. Jay-Z beginnt das Lied mit gesprochenem Text. Nach dem Knowles den „uh-oh, uh-oh“-Part singt, beginnt Jay-Z mit dem Monolog. Knowles singt den ersten Vers, gefolgt vom Refrain. Sie wiederholt den „uh-oh, uh-oh“ Part, als Übergang zum zweiten Vers. Dem Refrain folgt der zweite Rap. Der Song wird dann in der Bridge fortgeführt.

## Liveauftritte

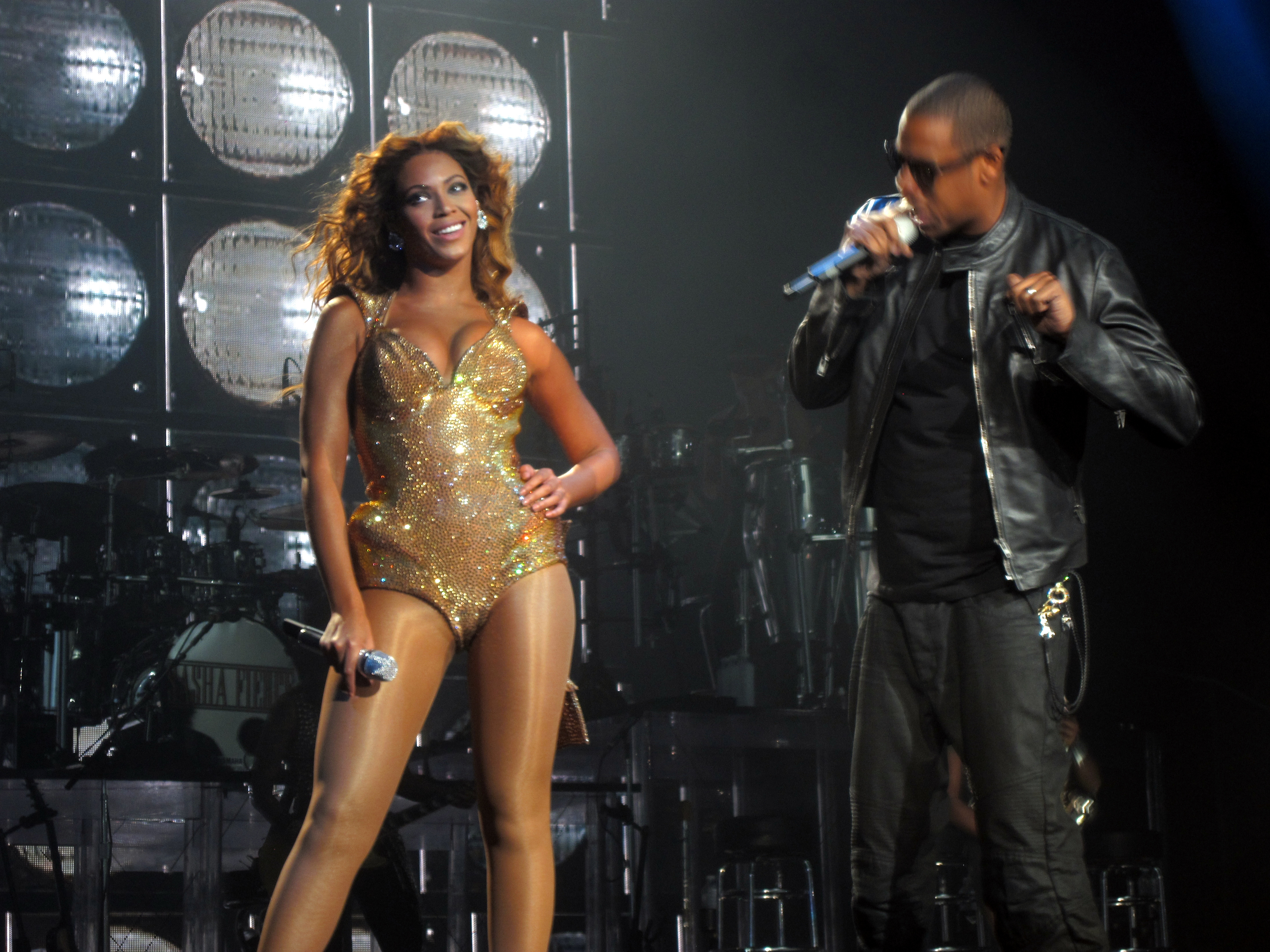
Beyoncé singt Crazy in Love zusammen mit Jay-Z während ihrer I Am … Tour (2009)

Knowles sang Crazy in Love erstmals am 28. August 2003 bei den MTV Video Music Awards mit Jay-Z. Außerdem sang Knowles Crazy in Love bisher in jeder ihrer Welttourneen. Während ihrer Dangerously in Love World Tour Ende 2003 sang Beyoncé Crazy in Love immer zum Abschluss eines Konzertes. Am 17. Februar 2004 sang Knowles Crazy in Love bei den BRIT Awards 2004. Knowles und Jay-Z sangen Crazy in Love auch bei dem The Prince’s Trust Urban Music Festival am Earls Court in London am 31. Mai 2004.

## Musikvideo
Das Musikvideo zu Crazy in Love wurde im Mai 2003 veröffentlicht und vom englischen Regisseur Jake Nava gefilmt. Es zeigt Beyonce in verschiedenen Tanzszenen. Unter anderem posiert sie für ein Fotoshooting und tanzt zu Jay-Z’s Solorap in einer exotischen Performance. Außerdem ist im Musikvideo auch Carmit Bachar, ein Gründungsmitglied von den Pussycat Dolls, als Background-Tänzerin zu sehen.
Bei der MTV Dokumentation MTV Making of the Video aus dem Jahr 2003 beschrieb Beyoncé das Konzept des Musikvideos: „[Das Video] feiert die Evolution einer Frau. Es handelt von einem Mädchen, welches sich in einer Beziehung befindet. Sie realisiert, dass sie verliebt ist. Sie tut Dinge, die sie normalerweise nicht tun würde. Es macht ihr nichts aus, dass sie verrückt in Liebe ist.“
Das Video wurde mit vielen Preisen ausgezeichnet. Crazy in Love gewann bei den MTV Video Music Awards 2003 in den drei Kategorien Best Female Video, Best R&B Video und Best Choreography. Auch viele Kritiker lobten das Musikvideo. Cynthia Fuchs schrieb im PopMatters Magazin, dass Beyoncé in der Fotoshooting-Szene eine Tanzchoreografie nutzt, welche Jennifer Lopez schon in ihrem Musikvideo zu Jenny From the Block (2002) gezeigt hat und lobte, dass diese Tänze bei Knowles erotischer wirken, als bei Lopez. Weiterhin schrieb sie: „… Beyoncés Körper wurde ein bekanntes Markenzeichen, welches für „über-erotische Tänze“ steht.“ Tom Moon vom The Philadelphia Inquirer Magazin schrieb, dass Knowles jede Stelle ihres Körpers bewegt und professionell mit ihrem ganzen berühmten Körper erotisch tanzt.

## Rezeption

### Rezensionen
Crazy in Love bekam gute Kritiken. Tim Sendra von Allmusic, einer Online-Musikdatenbank, beschreibt das Lied als „Pop-Wunder“, Stephen Thomas Erlewine von der gleichen Website nannte es ein „perfektes Liebeslied“. Darryl Sterdan, der für die kanadische Website Jam! schreibt, bezeichnete das Lied als Beyoncés endgültige Etablierung als Solokünstlerin. Marc Anthony Neal von der Internationalen Webseite Popmasters beschreibt die „uh-oh, uh-oh“-Passage als kitschig. Für die MTV News stellt das Lied den „besten Moment“ des Albums dar.

### Auszeichnungen
Das Vibe Magazin zeichnete das Lied mit den VIBE Awards als coolste Single des Jahres 2003 aus. 2004 wurde Crazy in Love für 6 Grammys nominiert, unter anderem in den Kategorien Record of the Year, Best R&B Song und Best Rap/Sung Collaboration. Ausgezeichnet wurde das Stück letztlich in den beiden letzteren Kategorien. Ein Remix von Crazy in Love, bekannt als Krazy in Luv (Maurice’s Soul Nu Mix), gewann den Award in der Kategorie Best Remixed Recording. Die Single gewann 2004 auch den ASCAP Award als meistgespielter Song und EMI zeichnete den Song als beste Single des Jahres aus. Das Lied machte Beyonce auch in der Urban-Szene bekannt, und sie erhielt die Auszeichnung für Best Collaboration bei den BET Awards 2004. In Europa gewann Crazy in Love den Award für den Besten Song des Jahres 2003 auf den MTV Europe Music Awards. Bei den Billboard Music Awards 2003 wurde Beyoncé für diesen Song und Baby Boy mit dem Hot 100 Award for Most Weeks at No.1 ausgezeichnet. Insgesamt waren beide Songs 17 Wochen auf Platz 1 der Billboard Hot 100.
2009 wählte das britische Magazin NME das Lied zum 'Besten Lied des Jahrzehnts'. 2021 wurde Crazy in Love auf Platz 16 der Rolling-Stone-Liste Die 500 besten Songs aller Zeiten gewählt.

## Kommerzieller Erfolg

### Chartplatzierungen
Die Single erreichte Platz eins in den Billboard Hot 100, wo sie insgesamt acht Wochen verbrachte und wurde Knowles erster Nummer-1-Hit in den USA und ihre dritterfolgreichste Single, nach Baby Boy und Irreplaceable. Crazy in Love blieb 26 Wochen in den Billboard Hot 100 und verbrachte 15 Wochen in den Top 10.
Auch in den internationalen Charts war Crazy in Love sehr erfolgreich. In Großbritannien schrieb Knowles Musik-Geschichte. Nach Kylie Minogue im Jahr 2001 war sie erst die zweite Künstlerin, die gleichzeitig einen Nummer-1-Hit und ein Nummer-1-Album in Großbritannien hatte. Zusammen mit den Stücken ihrer Gruppe Destiny’s Child, war es bereits ihr dritter Nummer-1-Hit in Großbritannien, und Crazy in Love war das einzige Lied, das 2003 die Spitze der Charts in Großbritannien und den USA erreichen konnte. Die Single verbrachte drei Wochen auf Platz eins in Großbritannien. Crazy in Love wurde der vierterfolgreichste Hit in den USA im Jahr 2003.
| ChartsChartplatzierungen       | Höchstplatzierung | Wochen |
| ------------------------------ | ----------------- | ------ |
| Deutschland (GfK)              | 6 (15 Wo.)        | 15     |
| Österreich (Ö3)                | 6 (18 Wo.)        | 18     |
| Schweiz (IFPI)                 | 3 (30 Wo.)        | 30     |
| Vereinigte Staaten (Billboard) | 1 (27 Wo.)        | 27     |
| Vereinigtes Königreich (OCC)   | 1 (19 Wo.)        | 19     |

| ChartsJahrescharts (2003)      | Platzierung |
| ------------------------------ | ----------- |
| Deutschland (GfK)              | 37          |
| Österreich (Ö3)                | 50          |
| Schweiz (IFPI)                 | 11          |
| Vereinigte Staaten (Billboard) | 4           |

| ChartsJahrescharts (2000–2009) | Platzierung |
| ------------------------------ | ----------- |
| Vereinigte Staaten (Billboard) | 40          |

### Auszeichnungen für Musikverkäufe
| Land/Region                  | Auszeichnungen für Musikverkäufe (Land/Region, Auszeichnung, Verkäufe) | Verkäufe   |
| ---------------------------- | ---------------------------------------------------------------------- | ---------- |
| Australien (ARIA)            | 11× Platin                                                             | 770.000    |
| Belgien (BRMA)               | Gold                                                                   | 20.000     |
| Dänemark (IFPI)              | 2× Platin                                                              | 180.000    |
| Deutschland (BVMI)           | 3× Gold                                                                | 900.000    |
| Griechenland (IFPI)          | Platin                                                                 | 20.000     |
| Italien (FIMI)               | 2× Platin                                                              | 200.000    |
| Japan (RIAJ)                 | Gold · + 2× Platin (Ringtone)                                          | 600.000    |
| Kanada (MC)                  | 5× Platin                                                              | 400.000    |
| Neuseeland (RMNZ)            | 5× Platin                                                              | 150.000    |
| Norwegen (IFPI)              | Gold                                                                   | 5.000      |
| Portugal (AFP)               | Platin                                                                 | 10.000     |
| Spanien (Promusicae)         | 2× Platin                                                              | 120.000    |
| Vereinigte Staaten (RIAA)    | 8× Platin · + Gold (Mastertone)                                        | 8.500.000  |
| Vereinigtes Königreich (BPI) | 4× Platin                                                              | 2.400.000  |
| Insgesamt                    | 6× Gold · 43× Platin ·                                                 | 14.275.000 |

Hauptartikel: Beyoncé/Auszeichnungen für Musikverkäufe